# Kamppi
Kamppi (szw. Kampens) – stacja metra helsińskiego znajdująca się na osiedlu Kamppi w centrum miasta. Jest zintegrowana z centrum handlowym i dworcem autobusowym Kamppi Keskus.
Stacja położona jest na głębokości 31 metrów (15 metrów poniżej poziomu morza), co czyni ją najgłębiej położoną w mieście. Znajduje się pomiędzy stacjami Rautatientori i Ruoholahti.
Pod obecnie używaną stacją znajduje się druga, wykopana podczas prac budowlanych w ramach planów rozszerzenia sieci metra. Jednak obecnie nie planuje się budowy dodatkowej linii, przecinającej się z dotychczasową w Kamppi.